# Guido Peña
Guido Peña Pol (San José, 17 de febrero de 1938) es un exfutbolista profesional y exbaloncestista costarricense.
Forma parte del club de los 100 jugadores que marcaron más de 100 tantos en la Primera División de Costa Rica.

## Trayectoria
Inició su carrera deportiva en las ligas menores de Orión FC, club con el que haría su debut en la Primera División de Costa Rica el 23 de noviembre de 1955, en un encuentro ante la Unión Deportiva de Moravia, donde lograría marcar sus primeras dos anotaciones en la máxima categoría. Posteriormente se vincularía al Club Sport Herediano en 1961, mismo año con el que se proclamaría campeón con los florenses del torneo de 1961. En 1962 pasó a integrar el Asociación Deportiva Rohmoser pero únicamente por una temporada, ya que ese año lograrían el descenso a la Segunda División de Costa Rica. Al año siguiente regresaría a Orión FC, equipo con el que conseguiría el subcampeonato en la temporada de 1964. Jugó su última temporada con el Club Sport Cartaginés, donde una lesión en la rodilla lo obligó a retirarse en 1972. Registra un total de 125 goles oficiales en torneos locales.
A nivel de selecciones nacionales participó a nivel juvenil del Campeonato Centroamericano en 1954, donde obtuvo el campeonato. Su debut con la selección mayor lo hizo ante Uruguay el 8 de diciembre de 1959. Además, disputó las eliminatorias a la Copa Mundial de Fútbol de 1966, así como el NORCECA celebrado en Guatemala. Marcó ocho goles en 12 partidos de clase A.
Se máxima distinción individual es su incorporación a la Galería Costarricense del Deporte en 1993.

## Clubes como jugador
| Club           | País       | Año       |
| -------------- | ---------- | --------- |
| Orión FC       | Costa Rica | 1955-1961 |
| C.S Herediano  | Costa Rica | 1961      |
| A.D Rohmoser   | Costa Rica | 1962      |
| Orión FC       | Costa Rica | 1963-1972 |
| C.S Cartaginés | Costa Rica | 1972      |

## Palmarés

### Títulos nacionales
| Título                         | Club          | País       | Año  |
| ------------------------------ | ------------- | ---------- | ---- |
| Primera División de Costa Rica | C.S Herediano | Costa Rica | 1961 |

### Títulos internacionales
| Título                                 | Equipo     | Sede       | Año  |
| -------------------------------------- | ---------- | ---------- | ---- |
| Campeonato Centroamericano y de Caribe | Costa Rica | Costa Rica | 1953 |